# Dylan Chambost
Dylan Chambost (Annecy, 1997. augusztus 19. –) francia labdarúgó, az amerikai Columbus Crew középpályása.

## Pályafutása
Chambost a franciaországi Annecy városában született. Az ifjúsági pályafutását az ES Veauche csapatában kezdte, majd a Saint-Étienne-nél folytatta.
2016-ban mutatkozott be a Saint Étienne tartalék, majd 2018-ban az első keretében, de mindössze csak két kupamérkőzésen lépett pályára. 2019-ben a másodosztályú Troyes szerződtette. A 2020–21-es szezonban feljutottak az első osztályba. 2022. július 1-jén visszatért a Saint-Étienne csapatához. Először a 2022. augusztus 27-ei, Valenciennes ellen 2–2-es döntetlennel zárult mérkőzésen lépett pályára. Első gólját 2022. október 1-jén, a Grenoble ellen hazai pályán szintén 2–2-es döntetlennel végződő találkozón szerezte meg. 2024. július 18-án 2½ éves szerződést kötött az észak-amerikai első osztályban szereplő Columbus Crew együttesével.

## Statisztikák
2024. augusztus 22. szerint

| Klub          | Szezon   | Osztály  | Bajnokság | Bajnokság | Kupa  | Kupa | Nemzetközi | Nemzetközi | Összesen | Összesen |
| Klub          | Szezon   | Osztály  | Meccs     | Gól       | Meccs | Gól  | Meccs      | Gól        | Meccs    | Gól      |
| ------------- | -------- | -------- | --------- | --------- | ----- | ---- | ---------- | ---------- | -------- | -------- |
| Saint-Étienne | 2017–18  | Ligue 1  | 0         | 0         | 1     | 0    | —          | —          | 1        | 0        |
| Saint-Étienne | 2018–19  | Ligue 1  | 0         | 0         | 1     | 0    | —          | —          | 1        | 0        |
| Troyes        | 2019–20  | Ligue 2  | 15        | 1         | 1     | 0    | —          | —          | 16       | 1        |
| Troyes        | 2020–21  | Ligue 2  | 36        | 1         | 0     | 0    | —          | —          | 36       | 1        |
| Troyes        | 2021–22  | Ligue 1  | 19        | 0         | 1     | 0    | —          | —          | 20       | 0        |
| Saint-Étienne | 2022–23  | Ligue 2  | 28        | 3         | 0     | 0    | —          | —          | 28       | 3        |
| Saint-Étienne | 2023–24  | Ligue 2  | 33        | 6         | 0     | 0    | —          | —          | 33       | 6        |
| Saint-Étienne | 2024–25  | Ligue 1  | 3         | 0         | 0     | 0    | —          | —          | 3        | 0        |
| Columbus Crew | 2024     | MLS      | 0         | 0         | 0     | 0    | 3          | 1          | 3        | 1        |
| Összesen      | Összesen | Összesen | 134       | 11        | 4     | 0    | 3          | 1          | 141      | 12       |

## Sikerei, díjai
Troyes
- Ligue 2
  - Feljutó (1): 2020–21

Saint-Étienne
- Ligue 2
  - Feljutó (1): 2023–24

Columbus Crew
- Leagues Cup
  - Győztes (1): 2024

- Campeones Cup
  - Döntős (1): 2024